# Renée Fleming
Renée Fleming (Indiana, Pensilvânia, EUA, 14 de fevereiro de 1959 -) é uma famosa soprano americana.
Pela beleza da voz, é denominada por muitos The Beautiful Voice, e alguns de seus maiores destaques são: Condessa de Almaviva (Le nozze di Figaro) e Donna Anna (Don Giovanni), ambas de Mozart; Manon e Thaïs, das óperas homônimas de Massenet; Desdemona (Otello) e Violetta (La Traviata), de Verdi); Rusalka, (ópera homônima de Dvorák); e a Marechala (Der Rosenkavalier), de Richard Strauss). É especialmente admirada pelas suas interpretações em óperas de Richard Strauss - que freqüentemente declara ser seu compositor favorito  -, de quem cantou Der Rosenkavalier, Capriccio e Daphne, além de suas Quatro Últimas Canções e inúmeros lieder. Segundo a soprano, porém, a ária em que deixou maior marca é a famosa "Canção à Lua", de Rusalka.
Vencedora de vários pêmios, como o Richard Tucker Award (1988), e agraciada em 2005 com a Légion d'Honneur, na França, a soprano americana é considerada uma das principais cantoras líricas da atualidade e aparece nas temporadas de casas de Ópera e casas de concerto de todo o mundo. Em 2008, foi premiada com o prêmio sueco Polar Prize pelos seus serviços à música. O notável regente Sir George Solti, cujo papel foi muito importante para deslanchar a carreira discográfica da soprano, disse sobre ela: "In my long life, I have met maybe two sopranos with this quality of singing, the other was Renata Tebaldi."

## Características vocais
Tem adentrado em repertórios com exigências vocais diversas (líricos, de coloratura e de soprano lírico-spinto). Sua técnica sólida e flexível, com habilidade especialmente no pianíssimo, no legato, no controle de respiração e na igual capacidade de emitir graves de peito firmes e agudos precisos, tem-lhe permitido adentar em repertórios de diferentes exigências vocais. Seus maiores destaques nos palcos são variados, indo desde óperas barrocas até o repertório contemporâneo. É também uma aclamada intérprete de concerto, destacando-se no lied alemão, com destaque para canções de Richard Strauss e Alban Berg.

## Carreira

### Primeiros anos
Renée Fleming estudou na renomada Juilliard School e tem diplomas da State University of New York e da Eastman School of Music, além de ter conseguido uma bolsa do Programa Fulbright para estudar na Alemanha em 1984-85, onde teve aulas de canto com Arleen Augér e Elisabeth Schwarzkopf.
Na juventude, enquanto estudante de música na State University of New York, flertou com o repertório de jazz e chegou a cantá-lo durante dois anos e meio em um pub fora do câmpus. Contudo, ela recusou oportunidades em bandas jazzísticas para perseguir uma carreira na Ópera.

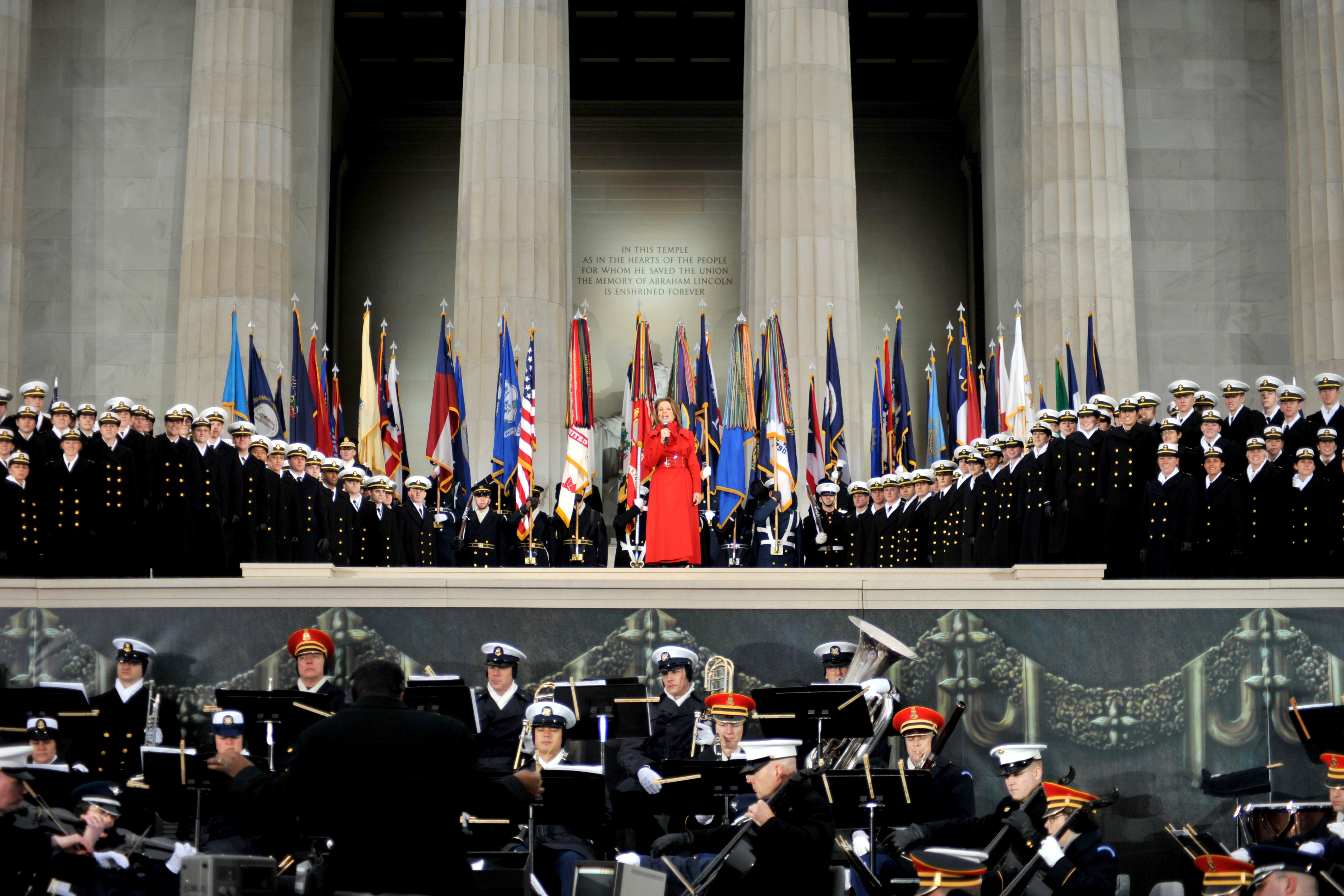
Renée Fleming canta na posse do presidente Barack Obama, em 18 de janeiro de 2008

Fleming começou a apresentar-se profissionalmente em pequenos concertos e com pequenas companhias de ópera ainda enquanto estudante de graduação na Juilliard School. Cantava frequentemente na série de concertos Música Viva, patrocinada pela New York Unitarian Church of All Souls nos anos 1980. Em 1984, ela cantou nove canções de Hugo Wolf na estreia mundial do balé Adieu, de Eliot Feld, do qual ela participou novamente em 1987 e 1989 no Joyce Theater. Em 1986, cantou seu primeiro papel operístico de nota, Konstanze em O Rapto do Serralho, de Mozart, no Salzburg Landestheater. Dois anos depois, interpretou Thalie, Clarine e La Folie na Platée de Jean-Philippe Rameau com o Piccolo Teatro Dell'Opera.
O primeiro grande êxito de Fleming veio em 1988, quando ela venceu as audições do Metropolitan Opera aos 29 anos. No mesmo ano, cantou a Contesssa de Almaviva de Le Nozze di Figaro em sua estreia na Houston Grand Opera, reprisando o papel no ano seguinte, quando debutou no Festival de Spoleto. Também em 1989, fez sua estreia na New York City Opera, como Mimì (La Bohème), e na Royal Opera House, no Covent Garden de Londres, como Dirce na Médée de Cherubini. Ela também foi premiada com o Richard Tucker Career Grant e ganhou a George London Competition.
Em 1990, foi novamente premiada pela Richard Tucker Music Foundation, mas dessa vez com o prestigiado Richard Tucker Award. No mesmo ano, fez seu debut na Seattle Opera com sua primeira Rusalka, que se tornaria um de seus cavalos-de-batalha nos palcos e na discografia. Cantou também no 50º aniversário do American Ballet Theater em sua produção de Les Noces, de Eliot Feld, e retornou à New York City Opera cantando a Condessa de Almaviva (Le Nozze di Figaro) e Micaëla (Carmen, de Bizet). Ao longo do amadurecimento da carreira, realiza uma série de performances com a Opera Orchestra of New York nos papéis de Imogene, de Il Pirata (1989), Amina, de La Sonnambula (1991), e Alaide, de La Straniera (1993), todas de Bellini; Anna em La Dame Blanche, de François Adrien Boïeldieu (1992); e Salomé, da Hérodiade de Massenet (1995); e Armida, da ópera homônima de Rossini (1996).
Em 1991, Fleming debuta na Metropolitan Opera e na San Francisco Opera com sua Condessa de Almaviva. A soprano originalmente estava cotada para fazer sua estreia na Metropolitan Opera na temporada seguinte, mas acabou antecipando-a ao substituir a soprano Felicity Lott. Mais tarde, no mesmo ano, volta a Metropolitan Opera para cantar Rosina na estréia mundial de The Ghosts of Versailles, de John Corigliano, e faz sua estreia no Carnegie Hall com obras de Ravel com a New York City Opera Orchestra. Ademais, canta Rusalka na Houston Grand Opera e debuta no Tanglewood Festival como Illia (Idomeneo, de Mozart)

### Consagração

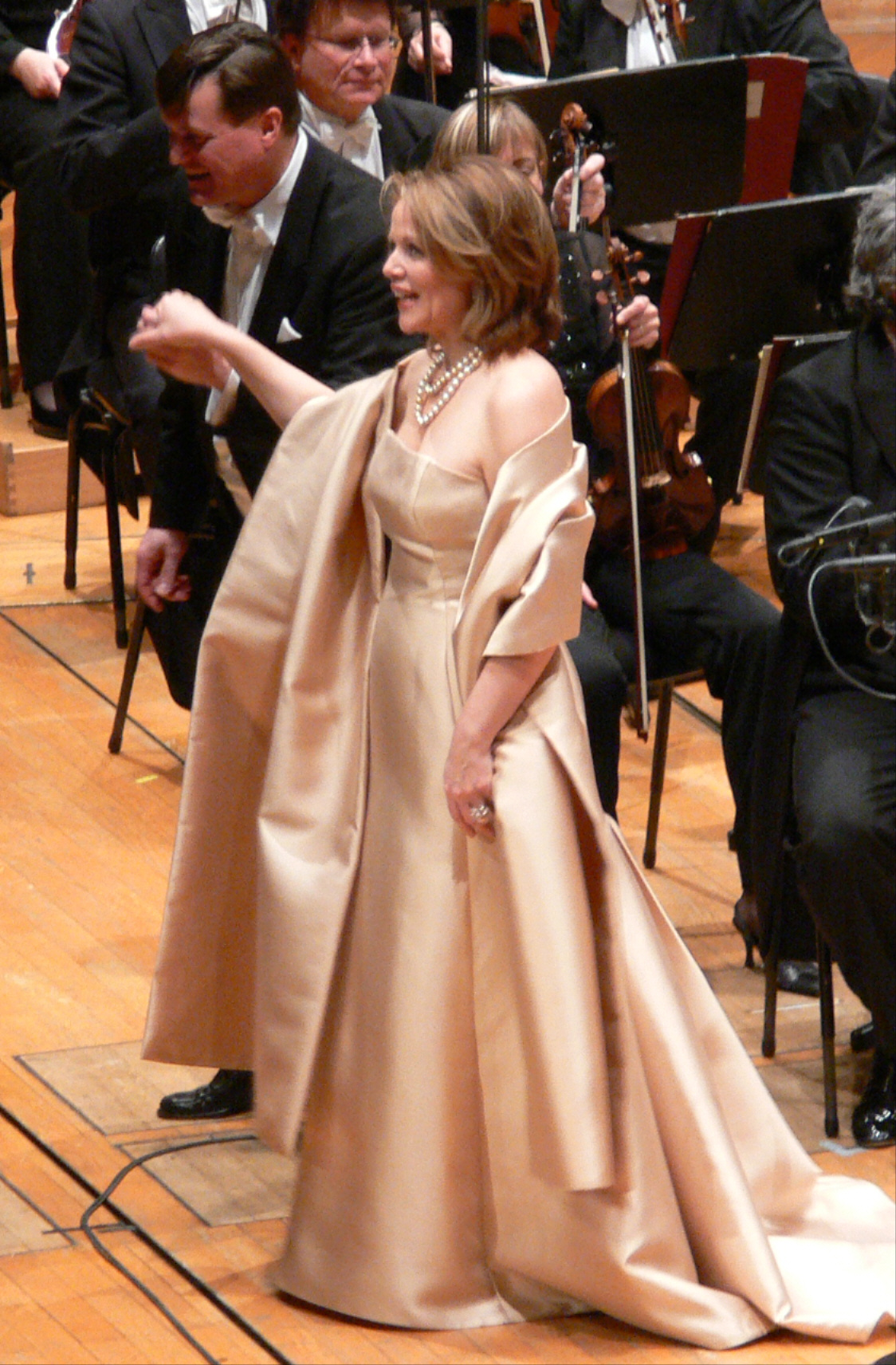
Renée Fleming agradece aos aplausos em concerto em Munique

Inicia sua carreira em 1986 como Konstanze, em O Rapto do Serralho, de Mozart, deslanchando nos anos 1990 em papéis como Desdemona (Otello, de Giuseppe Verdi), a Marechala (O Cavaleiro da Rosa, de Strauss) e Rusalka (da ópera homônima de Dvorák). Também comprometida com o repertório contemporâneo, participou das estreias mundiais da The Ghost of Versailles de John Corigliano, The Dangerous Liaisons de Conrad Susa e A Streetcar Named Desire de André Previn, que compôs o papel de Blanche DuBois para ela 
. Também para a soprano foi composta a peça para soprano e orquestra Le Temps L'Horloge por Henri Dutilleux  e uma série de canções pelo pianista de jazz e compositor Brad Mehldau. Fleming também tem explorado o repertório jazzístico, lançando em 2005 o álbum Haunted Heart, e envolveu-se na trilha sonora do filme O Senhor dos Anéis, de Howard Shore, cantando em élfico.

## Atividades fora dos palcos
Em 2005, Fleming lançou a autobiografia The Inner Voice, tratando do desenvolvimento de sua voz e carreira. A partir de 2007, passou a apresentar transmissões de rádio e vídeo do Metropolitan Opera de Nova York e do programa "Live from Lincoln Center" da PBS. No outono de 2008, a perfumaria Coty lançou a fragrância La Você by Renée Fleming, cuja receita será direcionada ao Metropolitan Opera. Em 18 de janeiro de 2009, participou das celebrações da posse do 44º presidente norte-americano Barack Obama, cantando "You'll never walk alone". É artista exclusiva do selo Decca, pelo qual lançou dezenas de gravações, e ganhou dois prêmios Grammy pelos álbuns The Beautiful Voice (1998) e Bel Canto (2002).